# 王深林

王琛林近照

王深林（1904年—1978年），山东诸城人，中华人民共和国政治人物，曾任政务院参事、中国农工民主党中央执行局委员。1954年，当选第一届全国人民代表大会代表。